# Giancarlo Perini
Pour les articles homonymes, voir Perini.
Giancarlo Perini (né le 2 décembre 1959 à Carpaneto Piacentino, dans la province de Plaisance, en Émilie-Romagne) est un coureur cycliste italien.

## Biographie
Giancarlo Perini devient professionnel en 1981 et le reste jusqu'en 1996.
Durant le Tour de France 1995, il est l'un des cinq coureurs impliqués dans la chute causant la mort de Fabio Casartelli.

## Palmarès

### Palmarès amateur
- 1977
  - 2e du Trofeo Emilio Paganessi
- 1978
  - Coppa d'Inverno
  - 2e du Circuito Isolano
- 1979
  - Grand Prix de l'industrie, du commerce et de l'artisanat de Carnago
  - Trofeo Sportivi Magnaghesi

### Palmarès professionnel
- 1985
  - 9ea étape du Tour de Suisse (contre-la-montre par équipes)
- 1987
  - 2e étape du Tour de France (contre-la-montre par équipes)
- 1992
  - 2e de la Coppa Bernocchi
  - 2e du Critérium des Abruzzes
  - 8e du Tour de France
- 1993
  - 3e étape du Tour des Pouilles
  - 2e du Grand Prix de la ville de Camaiore

## Résultats sur les grands tours

### Tour de France
10 participations
- 1984 : 81e
- 1985 : 105e
- 1987 : 102e, vainqueur de la 2e étape (contre-la-montre par équipes)
- 1989 : 102e
- 1990 : 99e
- 1991 : 120e
- 1992 : 8e
- 1993 : 29e
- 1994 : 54e
- 1995 : 87e

### Tour d'Italie
9 participations
- 1982 : abandon
- 1984 : 73e
- 1989 : 56e
- 1990 : 36e
- 1991 : 85e
- 1992 : 42e
- 1993 : 76e
- 1994 : 57e
- 1995 : 63e

### Tour d'Espagne
1 participation
- 1981 : 45e